# مزرعه قمصریها
مزرعه قمصریها یک منطقهٔ مسکونی در ایران است که در دهستان خرم‌دشت (کاشان) واقع شده‌است.